# Варшавская осень
«Варшавская осень» (пол. Warszawska Jesień) — международный фестиваль современной музыки. Организован в Варшаве в 1956 году по инициативе двух польских композиторов — Тадеуша Бэрда и Казимежа Сероцкого. Проводится ежегодно во второй половине сентября Союзом польских композиторов и длится 9 дней.

## История
Предложение об организации в Варшаве международного фестиваля, посвящённого современной музыке, впервые было озвучено в 1955 году на форуме Союза польских композиторов с целью преодоления отставания польской музыки от мирового авангарда, обусловленного длительным доминированием соцреализма. Помимо этого, он должен был стать площадкой для презентации современной польской музыки.
Первый фестиваль «Варшавская осень» проходил с 10 по 20 октября 1956 года, совпав с началом либерализации в стране. В нём приняли участие Венский симфонический оркестр, оркестр французского радио, коллективы из стран соцлагеря. Изначально фестиваль планировался как биеннале и в 1957 году не проводился, однако с 1958 года стал проходить ежегодно (за исключением 1982 года — его отменили в связи с военным положением в Польше).
Долгое время «Варшавская осень» являлась единственным фестивалем своего рода в Центральной и Восточной Европе. До начала 1990-х годов он был одной из немногих международных арен, доступных для композиторов социалистических стран, в том числе СССР. На концертах фестиваля их произведения исполнялись наряду с сочинениями западных композиторов-авангардистов — Пьера Булеза, Джона Кейджа, Бруно Мадерны, Луиджи Ноно, Карлхайнца Штокхаузена и многих других.
В настоящее время атмосфера «Варшавской осени» несколько изменилась изменилась: теперь концерты проходят не только в традиционных залах, таких как Варшавская филармония, Музыкальный университет имени Фредерика Шопена, Большой театр, церкви, но и в менее «классических» местах: спортзалах, старых фабриках, клубах. Изменилась также и музыка: теперь всё больше в программе становится академической электронной музыки.